# Augustin-Jean Fresnel
Augustin-Jean Fresnel, francoski fizik in izumitelj, * 10. maj 1788, Broglie, Francija, † 14. julij 1827, Ville d'Avray, Francija.
Fresnel je najbolj znan po izumu po njem poimenovanih leč, ki so jih uporabljali v francoskih svetilnikih.

## Priznanja

### Nagrade
- Rumfordova medalja (1827)